# Línea M-143 (Área de Málaga)
La línea M-143 es una ruta de transporte público en autobús interurbano del Consorcio de Transporte Metropolitano del Área de Málaga. Se trata de un servicio especial implantado para ofrecer a los estudiantes de Alhaurín de la Torre un servicio directo al Campus Universitario de Teatinos, durante el periodo lectivo universitario.

## Detalles de la línea
| Línea | Trayecto                      | Recorrido y Horarios | Plano |
| ----- | ----------------------------- | -------------------- | ----- |
| M-143 | Alhaurín de la Torre-Teatinos | Recorrido y Horarios | Plano |